# 南朝鮮国防警備隊
南朝鮮国防警備隊（みなみちょうせんこくぼうけいびたい、英語: Korean Constabulary Reserve、朝鮮語: 남조선국방경비대）は、アメリカ軍政庁統治下の南朝鮮の防衛組織。大韓民国陸軍の前身である。

## 概要
1945年12月5日、アメリカ軍政庁は、アメリカ軍人との意思疎通を図り、アメリカ式の軍隊を構築する目的で「軍事英語学校」を開校した。朝鮮人の軍隊経験者（日本軍および満州国軍の将校）が入学し、後の韓国陸軍の基礎となった。
アーサー・チャンプニー大佐の原案「竹計画（Bamboo Plan）」では、南部朝鮮各道にアメリカ軍将校を長とする1個中隊を設立し、次いで大隊、連隊へと拡充、合計8個連隊を編成し総員25,000名からなる組織を目標にした。最終的に、顧問に就いていた李應俊（日本陸軍士官学校26期卒）の意見を受け入れ8個連隊からなる1個師団をアメリカ軍に準じて編制することが決定された。装備は当面の間は旧日本軍の軽火器を用いることとしたが、これはのちにアメリカ軍から武器供与を受けていた警察との確執を生み出す土壌となった。
1946年1月15日、国防司令部軍事局人事課の下に「国防警備隊」が創設された。1月15日に第1連隊の創設を開始、駐屯地は旧日本軍志願兵訓練所(現在の韓国陸軍士官学校)がある泰陵に置かれ、その後各地に連隊が創設された。2月7日には国防警備隊司令部が設置された。これに伴い、軍事英語学校は「国防警備士官学校」に改称された。
同年6月15日、国防警備隊は「朝鮮警備隊」に改称された。当初の装備は日本軍の三八式歩兵銃などであったが、やがて当時最新鋭の小火器の一つであるM1ガーランド自動小銃をはじめとしたアメリカ軍の兵器に取って代わられた。
朝鮮警備隊は1948年に済州島で勃発した済州島四・三事件の弾圧を実行した。
同1948年8月15日の大韓民国成立後、9月5日に「大韓民国陸軍」に改編された。

## 組織
軍事局の下に設けられた
- 南朝鮮警備隊総司令部
  - 高級副官室
  - 作戦課
  - 調達補給課
  - 人事課
    - 軍事英語学校（のちの国防警備士官学校）
    - 第1から第9までの各連隊（1946年1月から3月までに創設）

## 各連隊一覧
| 連隊名   | 場所                         |
| -------- | ---------------------------- |
| 第1連隊  | 泰陵（ソウル）（京畿を担当） |
| 第2連隊  | 大田（忠南を担当）           |
| 第3連隊  | 裡里（全北を担当）           |
| 第4連隊  | 光州（全南を担当）           |
| 第5連隊  | 釜山（慶南を担当）           |
| 第6連隊  | 大邱（慶北を担当）           |
| 第7連隊  | 清州（忠北を担当）           |
| 第8連隊  | 春川（江原を担当）           |
| 第9連隊  | 済州（済州を担当）           |
| 第10連隊 | 江陵                         |
| 第11連隊 | 水原                         |
| 第12連隊 | 群山                         |
| 第13連隊 | 温陽                         |
| 第14連隊 | 麗水                         |
| 第15連隊 | 馬山                         |